# Дом трудолюбия имени Михаила и Любови Рукавишниковых
Дом трудолюбия имени Михаила и Любови Рукавишниковых — памятник градостроительства и архитектуры в историческом центре Нижнего Новгорода. Построен в 1903—1905 годах. По одним данным, автор проекта — архитектор А. И. Шмаков, по другим — П. Домбровский. 
До осени 1914 года в здании размещался дом трудолюбия. В советское время было приспособлено под типографию «Нижполиграф».
Является знаковым в застройке Нижнего Новгорода и ярким памятником архитектуры рационального модерна.        

## История

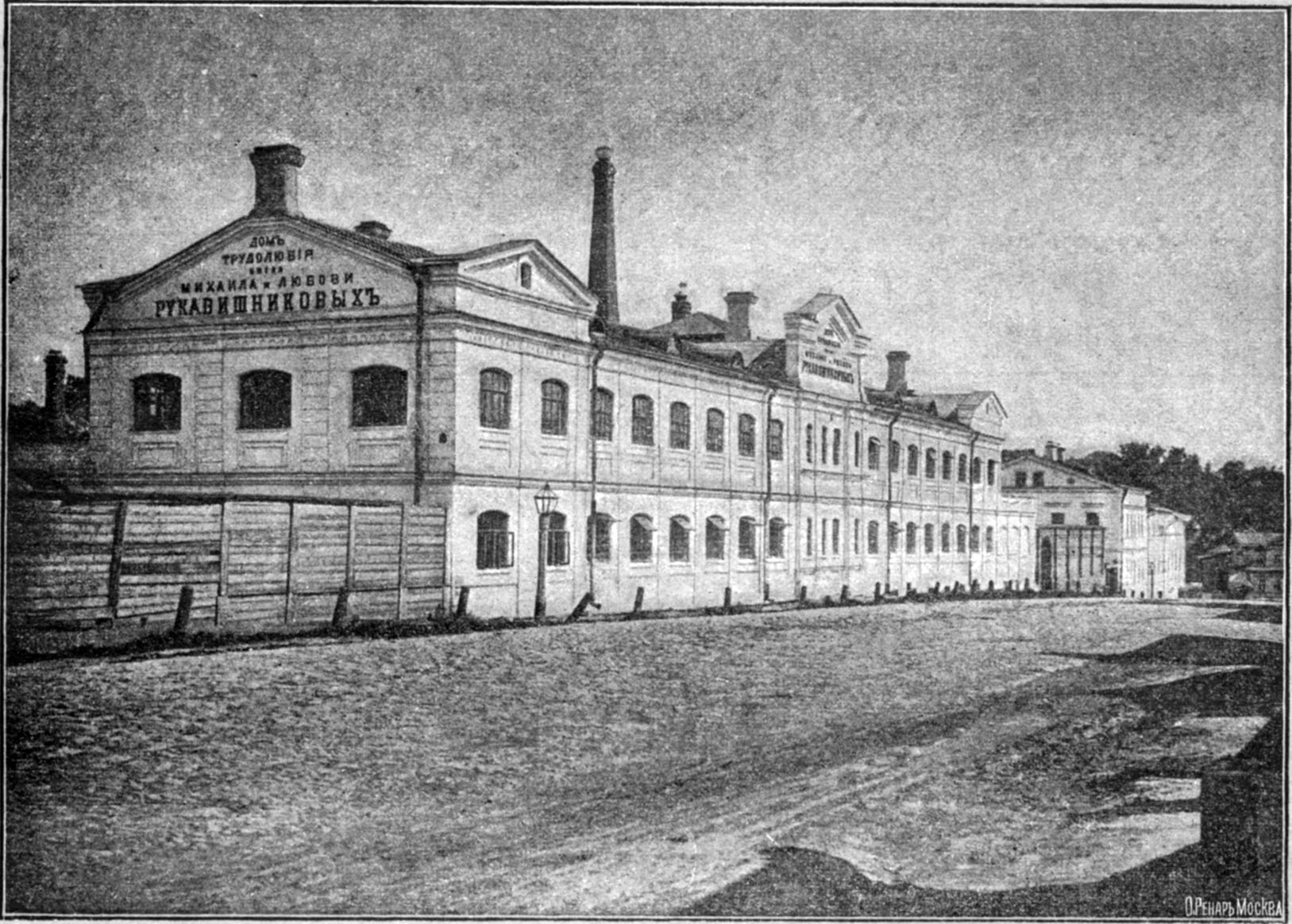
Первое здание Дома трудолюбия имени М. и Л. Рукавишниковых на Мистровской (утрачено в 1899 году)

В 1887 году состоялось заседание Нижегородской городской думы, где прозвучал призыв «открыть в Нижнем Дом трудолюбия для занятия трудом бесприютных бедных и нищих». В 1893 году открылось первое учреждение такого типа в городе. Для размещения ста человек были приспособлены пустовавшие военные казармы на Нижневолжской набережной.
Наиболее активно идею развития домов трудолюбия поддержала семья купцов Рукавишниковых — братья Иван, Митрофан, Сергей, Николай Михайловичи и их родные сёстры Варвара (в замужестве Бурмистрова) и Юлия (в замужестве Николаева). В 1894 году на средства купцов открылся Дом трудолюбия в помещении бывшей столярной фабрики на Мистровской улице (улица Академика Блохиной). Кроме строительства, семья регулярно выделяла средства на содержание заведения. В дни работы Всероссийской промышленно-художественной выставки в 1896 году Дом трудолюбия посетила императорская чета. 
В 1899 году здание сгорело и тогда дети Любови и Михаила Рукавишниковых решили выстроить новое каменное заведение. Краснокирпичное здание в стиле модерн было построено в 1903—1905 годах. По одним данным автором проекта являлся Анатолий Иванович Шмаков. По другим — один из наиболее видных архитекторов Нижнего Новгорода конца XIX — начала XX веков Павел Домбровский.

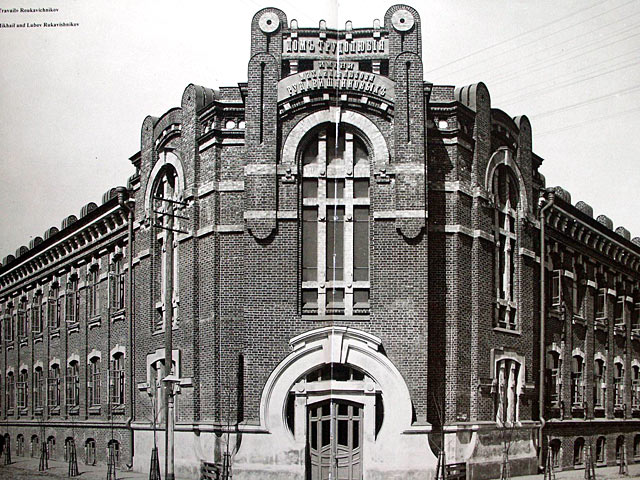
Новый Дом трудолюбия

Подготовительные работы на месте будущего дома начались с конца апреля. Официальная церемония закладки здания прошла 7 мая 1903 года. В строительный сезон оно было отстроено вчерне и покрыто крышей. Изначально здание было каменное в два этажа на третьем полуподвальном. Для передачи грузов была устроена подъёмная машина. В подвальном этаже — две столовые: для мужчин и женщин, каждая на 200 человек, кухня, котельная для парового отопления, сушилка для пакли, помещение для служащих и калориферы. На первом этаже размещались мастерские, контора и магазин готовых изделий. Во втором этаже — зал для чтений, церковных служб, школы, квартира смотрителя и мастерские для женщин.
В ходе строительства в проект были внесены изменения: высота увеличилась на аршин, появилась каменная ограда с железной решёткой, брандмауэр, отделивший владение от соседней усадьбы А. А. Шеер по Варварке, пять каменных палаток-складов во дворе.
Церемония освящения состоялась 3 декабря 1906 года. На фасаде была помещена надпись «Дом трудолюбия имени Михаила и Любови Рукавишниковых». В здании разместились более двухсот человек, которые за работу получали небольшую дневную плату, еду дважды в день и ночлег. 
По прямому назначению Дом трудолюбия использовался до осени 1914 года, когда в нём разместился госпиталь для раненых и больных военнопленных. Вскоре после октябрьской революции здание планировалось передать в ведение университета, после оно было занято картографическим отделом корпуса военных инженеров, а вскоре в нём вновь открылся госпиталь. 
С 1919 года обсуждался вопрос о предоставлении здания под типографию, чтобы сконцентрировать под одной крышей все национализированные частные типографии Нижнего Новгорода, что было реализовано в 1922 году. Позже в здании разместились редакции газет, а после войны — открылась типография «Нижполиграф».
В 2010—2014 гг. «Нижполиграф» снижал темпы производства, и в 2018 году предприятие закрыло свой самый большой газетный цех площадью 2000 м². В 2019 году типография полностью прекратила работу. С 2020 года в помещении бывшего цеха располагается одноимённое мультимедиа-арт-пространство.
С 2023 года на базе Дома трудолюбия и прилегающих зданий работает технопарк профессионального образования.

## Архитектура
Здание построено в стиле рационального модерна. В плане угловое, со скошенным углом, в котором устроен главный вход. Объёмно-пространственная структура симметричная. В 1964 году было надстроено двумя этажами. В 1980-х годах был построен ещё один корпус, вплотную примкнувший к зданию по линии улицы Варварской.
В отделке первоначальных главных фасадов применены элементы модерна и классицизма. Венчающий карниз поддерживает ряд кронштейнов. Простенки между окнами декорированы лопатками. Оконные проёмы с лучковыми завершениями имеют обрамление верхней части и подоконный карниз. Боковые ризалиты декорированы простыми поясками. Оконные проёмы в ризалитах узкие, тройные. В отделке применён кирпич двух оттенков, детали выполнены более светлым. 
В советское время фигурные завершения крыши заменили на надстройку, что упростило силуэт здания.                                        